# Lu Alckmin
Maria Lúcia Guimarães Ribeiro, coneguda pel cognom de casada, Lu Alckmin   (São Paulo, 12 de juliol de 1951) és una professora normalista brasilera. Va ser l'antiga primera dama de l'estat de São Paulo i, desde 2023, és la segona dama del país.

## Biografia
Lu Alckmin està casada amb Geraldo Alckmin des del 16 de març de 1979, quan ell encara ocupava el càrrec com a alcalde de Pindamonhangaba. Tenen tres fills: Sophia, Geraldo i Thomaz (mort el 2015). Es va convertir en Primera Dama de São Paulo l'any 2001 després que el seu marit es fes càrrec del govern estatal després de la mort de l'aleshores governador Mário Covas.
Amb la reelecció de Geraldo Alckmin el 2002, Lu va continuar com a primera dama de l'estat fins al 31 de març de 2006, quan Alckmin va dimitir per presentar-se a la presidència.
El 2010, va tornar a ser primera dama de l'estat a causa de l'elecció del seu marit com a governador. Geraldo va ser reelegit el 2014 per al mateix càrrec. Lu va ser l'amfitriona al Palácio dos Bandeirantes fins al 2018, quan el seu marit va tornar a dimitir per tornar a optar a la presidència.
Després de les eleccions presidencials de 2022, el seu marit va ser nomenat 26è vicepresident del Brasil, va esdevenir la segona dama el gener de 2023.